# Концептуальная система химии
Концептуальная система в химии — система взаимосвязанных теорий, объединённых общими фундаментальными принципами, понятиями, законами, методами и проблемами. Теорию концептуальных систем развития химии создал и развивал русский химик и философ В. И. Кузнецов совместно с другими химиками, историками науки, философами. Наиболее полно эта теория изложена в его книге «Общая химия: тенденции развития» (1989).
Выделяют четыре концептуальные системы:
1. Учение о составе.
2. Структурная химия.
3. Учение о химическом процессе.
4. Эволюционная химия.

Каждая концептуальная система химии включает несколько теорий, объединённых общими фундаментальными принципами, законами, методами и проблемами.
В развитии химии происходит не смена, а последовательное появление концептуальных систем. Развитие химии в настоящее время происходит параллельно как на каждом из четырех уровней, так и путём подъема с нижних уровней на высшие, то есть от одной концептуальной системы к другой.

## Первая концептуальная система: Учение о составе
Первой концептуальной системой химии было учение о составе. В рамках этого учения решались две основные проблемы: проблема химического элемента и проблема зависимости свойств вещества от его химического состава. Основной постулат учения о составе состоит в том, что свойства вещества определяются его составом, то есть тем, из каких химических элементов и в каком их соотношении образовано данное вещество. Объектом учения о составе является вещество как совокупность атомов (квантовая микросистема).

## Вторая концептуальная система: Структурная химия
Структурная химия, появление которой относят к первой половине XIX-го века, исходит из постулата, что свойства вещества определяются структурой молекул вещества, то есть не только составом, но и порядком соединения атомов между собой и их расположением в пространстве. Основным объектом структурной химии становится молекула как единое целое. С появлением второй концептуальной системы химия превращается из науки аналитической в науку синтетическую.

## Третья концептуальная система: Учение о химическом процессе
Учение о химическом процессе, начало формирования которого относят ко второй половине XIX-го века, базируется на постулате, что свойства вещества определяются его составом, структурой и организацией системы, в которой это вещество находится. Зарождение новой концепции химии связано с появлением экспериментальных фактов, указывающие на невозможность объяснения химических реакций только на основе особенностей состава вещества и структуре его молекул. Свойства веществ в общем случае зависят и от концентрации реагентов, от внешних условий и окружающей среды, в которых находится система, и от наличия в системе веществ (катализаторов, растворителя, примесей, и т. п.), стехиометрически не участвующих в химической реакции. Предметом изучения в рамках этой концептуальной системы является вся химическая кинетическая система, для которой само вещество, его состав и структура его молекул рассматриваются как подсистема, как часть системы. Многие эмпирические понятия получают теоретическое обоснование в рамках статистической механики и термодинамики, химической термодинамики, химической кинетики и теории каталитических реакций. Создание учения о химическом процессе позволило решать вопросы управления химическими реакциями и процессами, создать новую химическую технологию.

## Четвертая концептуальная система: Эволюционная химия
Четвертая концептуальная система, эволюционная химия, еще только формируется и связана с включением в химическую науку принципа историзма и понятия времени, с построением теории химической эволюции материи. Эволюционная химия изучает процессы самоорганизации вещества: от атомов и простейших молекул до живых организмов. Одним из первых открытий, которые относят к эволюционной химии, является эффект самосовершенствования катализаторов в реакциях, исследованный в работах американских химиков А. Гуотми и Р. Каннингем в 1958—1960 гг. В 1964—1969 гг. советский химик А. П. Руденко, учитывая это открытие, создал теорию саморазвития открытых каталитических систем. В работах немецкого химика М.Эйгена была
развита теория гиперциклов, объясняющая объединение самовоспроизводящихся макромолекул в замкнутые автокаталитические химические циклы. Теория гиперциклов является абиогенетической теорией химической эволюции и происхождения жизни. Нобелевский лауреат Жан-Мари Лен, основатель супрамолекулярной химии, ввёл понятие «самоорганизация» и «самосборка» для описания явлений упорядочения в супрамолекулярной химии. Супрамолекулярной самосборкой является процесс спонтанной ассоциации двух и более компонентов, приводящий к образованию супермолекул или полимолекулярных ансамблей, происходящий за счет нековалентных взаимодействий. Это процесс был описан при изучении спонтанного образования неорганических комплексов (двойных геликатов), протекающего как процесс самосборки. Наиболее известным проявлением самосборки в живой природе является самосборка молекул нуклеиновых кислот, матричный синтез белков.

## Основная Литература
- Кузнецов В. И. Общая химия: тенденции развития. М.: Высшая школа, 1989. 288 с.
- Кузнецов В. И., Диалектика развития химии. От истории к теории развития химии. М.: Наука, 1973. 327 с.
- Кузнецов В. И., Развитие учения о катализе. М.: Наука, 1964. 424 c.
- Кузнецов В. И., Печенкин А. А. «Концептуальные системы химии: структурные и кинетические теории» Вопросы философии. 1971, N.1. С.46-56.